# Теаген Тасоски
Теаген от Тасос (на гръцки: Θεαγένης ο Θάσιος), изписва се и като Теоген преди първи век от н.е., е древногръцки спортист, олимпиец. Живее през V век пр.н.е., големите му постижения са около 480 – 460 г. пр.н.е.
Подробности за живота му са известни от Павзаний, Атеней, Лукиан от Самосата и Плутарх.

## Слава
Син на Тимостен, Теаген е известен със своята изключителна сила и бързина. Разказва се, че на 8 или 9 години пренесъл у дома си бронзова статуя на бог от агората. Някои от жителите били толкова възмутени, че искали да го накажат със смърт, но вместо това му било наредено да отнесе обратно тежката статуя на мястото ѝ, което той направил.
Когато пораства, той се отличава във всякакви видове атлетически състезания и печели многобройни победи на олимпийските, питианските, немейските и истмийските игри. Печели победа в Олимпия на 75-ата олимпиада, 480 г. пр. н.е., в юмручен бой (Αρχαιοελληνική πυγμαχία) (Paus. Vi. 6. § 5), и на олимпиадата в 476 г. пр.н.е. в дисциплината панкратион. Има двойна победа, в юмручен бой и панкратион, през 486 г. пр.н.е. по време на истмийските игри. Триумфира три пъти на питийските игри в юмручен бой (482, 478 и 474 г. пр.н.е.), девет пъти на немейските игри и десет пъти на истмийските игри. Павзаний съобщава, че е спечелил над 1400 шампионски венеца в цяла Гърция. Плутарх му приписва 1200, но повечето от тях от малко значение, според него. Забележително постижение за тежкоатлет е, че спечелва и титлата във Фтия, родината на Ахил, при бягане в състезанието долихос (около 5000 метра).
Сред тасосците е популярна историята, че Херакъл е негов баща. За Теаген се разказва в историческия роман „Олимпиецът: Приказка за древна Елада“.

## Легендарна статуя
Любопитна история разказва Павзаний за статуя на Теаген, направена от Главций от Егина. Имало човек на Тасос, който хранел злоба срещу Теаген и блъскал статуята за отмъщение. Една нощ статуята пада върху този човек, убивайки го.
В Тасос имало закон, според който могат се хвърлят в морето дори неодушевени неща, които при падане или по някакъв друг инцидент са убили човек. Статуята е дадена на съд за убийство от роднините на починалия и е хвърлена в морето. Скоро след това островът е сполетян от заразна болест или от глад и щетите са големи. Делфийският оракул, към когото се обръщат, им казва да върнат изгнаниците си. Връщат ги всички, но тъй като морът или гладът не сприра, те отново го питат и той казва, че са забравили великия Теаген и статуята му, да я възстановят. Рибарите изваждат статуята с мрежите си, принасят ѝ жертви и бедствието приключва. Оттогава Теаген е почитан като лечебен бог в Тасос; казва се, че статуята му има лечебни свойства. Основата на лечебната статуя наистина е намерена на агората на Тасос, носеща надпис, съдържащ каталог на победите. Сигурно е бил гравиран в началото на IV век пр.н.е. от сина му Дисолимпиос, за да почете двойната победа на баща си на олимпийските игри, по времето, когато той е теорой. Мраморен подиум, също с надпис, показва мястото, където вярващите са поставили своите дарове.
Павзаний споменава, че е виждал много статуи на Тегенес както сред гърците, така и сред варварите (vi. 11. § 9.)

## Съвременно признание
Футболният клуб на острова, основан през 1969 г., носи неговото име (AO Theagenes Thasou, на гръцки: Α.Ο. Θεαγένης Θάσου).Емблемата му представлява главата на Теаген.